# The Streets
Pour les articles homonymes, voir Mike Skinner et Skinner.
Ne doit pas être confondu avec The Street.
The Streets est un projet musical britannique, originaire de Birmingham (Angleterre) et emmené par Mike Skinner.

## Biographie

### Débuts
Mike Skinner acquiert son premier clavier à l'âge de cinq ans, puis à l'adolescence il construit un studio miniature dans sa chambre. C'est donc chez lui, dans le quartier de West Heath à Birmingham, qu'il commence à composer de la musique hip-hop et garage, accompagné par d'autres rappeurs. Il décrit lui-même son passé comme plutôt ennuyeux : pas vraiment pauvre dans un quartier d'immeubles de banlieue.
À la fin des années 1990, Skinner travaille dans un fast-food pendant qu'il essaie de monter son propre label indépendant et de sortir quelques démos. C'est à la fin de l'année 2000 que le label Locked On (qui avait déjà eu du succès avec The Artful Dodger) accepte de sortir la chanson Has It Come To This sous le nom des Streets. Skinner déménage alors de Birmingham à Brixton pour continuer sa carrière.

### 2001-2003
Has It Come To This est un véritable succès pour The Streets, accédant au top 20 outre-Manche en 2001. Skinner y imprime déjà sa marque : un accent cockney à couper au couteau. Pour son premier album Original Pirate Material, Skinner veut emmener le garage dans une nouvelle direction en refletant la réalité de la vie d'une certaine jeunesse britannique parfois appelée Chavs. Le single suivant : Let's Push Things Forward, reflète la philosophie de l'album.
Le disque sort en 2002 et convainc la critique comme le public. Au Royaume-Uni, il est sélectionné pour le prestigieux Mercury Prize, et pour les Brit Awards. Le NME classe son album parmi les cinq meilleurs de 2002.
D'autres tirés du premier album, Don't Mug Yourself et Weak Become Heroes, atteindront eux aussi sans mal le top 40 au Royaume-Uni. La plupart de ces chansons ont un son garage mais sont devenues populaires dans la scène indie. L'album se place 12e dans les charts britanniques.
Le succès au Royaume-Uni conduit à une sortie américaine chez Vice/Atlantic fin 2002. Il devient rapidement un des favoris de la critique, considéré comme un des meilleurs albums de l'année par Rolling Stone Magazine, Spin Magazine, The New York Times Blender, USA Today et le L.A. Times.

### 2004-2005
En mai 2004, il sort un nouveau single, Fit But You Know It qui devient son single le plus vendu en atteignant la 4e place des charts. La chanson, une ode à son désir pour la chanteuse pop Rachel Stevens, remarquable par son refrain simple.
Son second album A Grand Don't Come For Free est un album-concept sur le fait de perdre un millier de livres et sur les efforts pour les retrouver. L'album commence 2e dans les charts britanniques mais atteint plus tard la première place. Le succès grandit encore avec la sortie de son second single Dry Your Eyes. Ce succès conduit le public à se ré-intéresser au premier album qui rentrera à nouveau dans les charts pour atteindre un niveau que l'album n'avait pas eu à sa sortie deux ans plus tôt.
Suivent deux autres singles la même année : Blinded By the Lights puis Could Well Be In.
En 2005, le remix du titre Banquet de Bloc Party par The Streets sort. Les paroles de la chanson sont les excuses de Mike Skinner à la journaliste Jo Whiley de Radio 1 pour lui avoir volé son micro lors d'une interview de 2003.
En août 2005, Reebok engage Skinner pour sa campagne I am what I am. Il rejoint ainsi des stars du hip-hop comme 50 Cent et Jay-Z pour promouvoir la marque. L'accroche de l'affiche où il apparaît est la suivante : « I never quite fitted into any scene. So I made my own. It's better to be yourself than a poor version of someone else » (« Aucun courant musical ne m'a jamais satisfait. Alors j'ai créé mon propre courant. C'est mieux d'être soi-même plutôt qu'une version ratée de quelqu'un d'autre »).
Côté mode, Mike Skinner est également un adepte des polos Fred Perry que l'on peut voir dans plusieurs de ses clips et qu'il porte « à l'anglaise » avec le col relevé,.

### 2006-2009
En 2006, Stay Positive de l'album Original Pirate Material sera utilisé dans la bande originale du film Kidulthood.
Il sort en 2008 son quatrième album studio sous le nom de Everything Is Borrowed

### 2010-2011
En 2010, quatre chansons de The Streets sont utilisés dans la bande-son du film Tout ce qui brille de Géraldine Nakache et Hervé Mimran : Fit But You Know It (en), Turn The Page, On The Flip Of A Coin et Blinded By The Lights.
Son cinquième album studio, intitulé Computer and Blues, sort le 7 février 2011.

### 2017-
En décembre 2017, Mike Skinner est de retour après près de sept ans d'absence et publie un nouveau single, Burn Bridges. Celui-ci est accompagné d'une seconde chanson intitulée Sometimes I hate my friends more than my enemies.
Le 31 janvier 2018, The Streets publie un troisième morceau,. Intitulé If You Ever Need to Talk I'm Here, il ne figure pour l'instant sur aucun album annoncé par l'artiste. Il préfigure en revanche, la tournée Best Of 2018, avec notamment une date à Paris en avril 2018.
Le 10 juillet 2020, The Streets sort la mixtape None of Us Are Getting Out of This Life Alive sous le label Island Records.
Le sixième album studio de The Streets, The Darker the Shadow the Brighter the Light, sort en octobre 2023.

## Collaboration
- Avec Muse : Matthew Bellamy, le leader de Muse, déclare en 2008 avoir envie de collaborer avec The Streets « pour faire un groupe à la Rage Against the Machine »[6]. Le groupe vit son vœu s'exaucer rapidement, car en 2008 vit le jour une chanson, Who Knows Who. Elle fut par la suite, annoncée en tant que face B du single Uprising en 2009 lors de la sortie du nouveau single du groupe britannique.

## Discographie

### Singles

#### D'Original Pirate Material
- 2001 : Has It Come to This?
- 2002 : Let's Push Things Forward
- 2002 : Weak Become Heroes
- 2002 : Don't Mug Yourself

#### DeA Grand Don't Come for Free
- 2004 : Fit But You Know It
- 2004 : Dry Your Eyes
- 2004 : Blinded by the Lights
- 2004 : Could Well Be In

#### DeThe Hardest way to make an easy living
- 2006 : When You Wasn't Famous
- 2006 : Never Went To Church

#### DeComputer and Blues
- 2010 : Going Through Hell

#### Hors album
- 2017 : Burn Bridges
- 2018 : If You Ever Need to Talk I'm Here
- 2019 : How Long's It Been?